# Velódromo Islas Baleares
El Velódromo Islas Baleares (Velòdrom Illes Balears en catalán), anteriormente denominado Palma Arena, hasta 2019, es un pabellón multideportivo de Palma (Mallorca, Islas Baleares, España).
Fue diseñado por el arquitecto neerlandés Sander Douma, especialista en el diseño de velódromos, y fue construido bajo la dirección de los arquitectos locales Jaime y Luis García Ruiz. 
La inauguración tuvo lugar con la celebración del Campeonato de España de Ciclismo en Pista, celebrado entre el 2 y el 4 de marzo de 2007.

## Características
El velódromo ocupa una superficie total de 90.000 metros cuadrados. Tiene una capacidad máxima para 8.106 personas en uso de conciertos o similares, para 450 personas en uso de pista deportiva y la capacidad de las gradas interiores es de 5050 personas. La cuerda de la pista es de 250 metros y los peraltes cuentan con una inclinación de 43° y 15º, con unas rectas más cortas para ganar velocidad. La madera es de pino siberiano que fue importada de Ucrania. 
Cuenta con grandes cristaleras que dejan entrar la luz natural y una pista que compite con los mejores velódromos del mundo: el Velódromo de Mánchester, el Olímpico de Atenas o el DISC de Melbourne. Fue dotado de los más modernos sistemas de climatización. La circulación de aire se realiza mediante difusores integrados en las gradas, evitando las sensaciones de corrientes de aire, consiguiendo de esta forma un excelente grado de confort de los espectadores.
El recinto cuenta con un aparcamiento cubierto con capacidad para 250 vehículos. Actualmente, además de competiciones deportivas también se usa para ferias, conciertos y otros eventos de relevancia.

## Eventos
Acontecimientos ciclistas
- Campeonato Mundial de Ciclismo en Pista 2007
- Campeonato de España de Ciclismo en Pista: 2007, 2008, 2009, 2010, 2011, 2012, 2016, 2017.
- Campeonato de España de ciclismo en pista (Omnium): 2019, 2020.
- Campeonato de Baleares de ciclismo en pista

Otros acontecimientos deportivos
- Batalla de las superficies, celebrada el 2 de mayo de 2007.
- Eurobasket de 2007. Fue sede de los partidos del Grupo C (primera fase) entre el 3 y el 5 de septiembre de 2007.

Otros actos sociales y culturales
- Concierto de Raphael el 8 de agosto de 2009, en la gira de celebración de sus 50 años de carrera artística.[3]
- El Cirque du Soleil y su espectáculo Alegría, el 22 de agosto de 2013.[4]
- La gala de Los 40 Music Awards 2021.[5]

## El Caso Palma Arena
El Caso Palma Arena es un proceso judicial por corrupción, con más de 25 piezas separadas, que se inició en octubre de 2007 a raíz de la denuncia del nuevo consejero de Deportes del gobierno autonómico de las Islas Baleares, Mateu Cañellas (UM), quien aseguró que el anterior gobierno autonómico del Partido Popular, presidido por Jaume Matas, había autorizado un gasto total de 90,6 millones de euros para el velódromo, casi el doble de los 48 millones presupuestados. 
Intervino la Fiscalía Anticorrupción y en agosto de 2008 el Juzgado número 3 de Palma inició la instrucción judicial por la posible comisión de delitos de malversación de caudales públicos, falsedad y cohecho en relación con la construcción del velódromo. Poco a poco fueron imputadas hasta 30 personas, entre ellas el yerno del rey Iñaki Urdangarin, encausado el 29 de diciembre de 2011 por la presunta ilegalidad de los convenios firmados en 2005 y 2006 entre la Fundación Illesport, el Instituto Balear de Turismo (Ibatur), dependientes del Gobierno Balear, y el Instituto Nóos, presidido por él, y el expresidente balear y exministro del PP Jaume Matas.
Jaume Matas abandonó el Partido Popular el 29 de marzo de 2009, la víspera de que se decretara para él prisión provisional con fianza de 3 millones de euros -rebajada en octubre de 2011 a 2,5 millones- que pagó para mantenerse en libertad. El 20 de marzo de 2012 Matas fue condenado a seis años de prisión por beneficiar con dinero público al periodista Antonio Alemany que le escribía los discursos. Fue el primer asunto relacionado con el caso Palma Arena que quedó judicialmente resuelto. La pieza en la que se juzgó el pago de un presunto soborno por parte del conocido productor televisivo José Luis Moreno a Matas quedó archivada en marzo de 2011, mientras que la relativa a la supuesta contratación irregular del arquitecto Santiago Calatrava para realizar un anteproyecto de una ópera en Palma sigue pendiente.